# Železniško postajališče Ruše tovarna
Železniško postajališče Ruše tovarna je eno izmed železniških postajališč v Rušah. Uporabljajo ga predvsem zaposleni v bližnjem industrijskem kompleksu TDR (nekdanja Tovarna dušika Ruše).
Postajališče se sestoji iz enega perona na južni strani železniške proge. Leta 2016 je bilo prenovljeno.